# 쿠르니아완 드위 율리안토

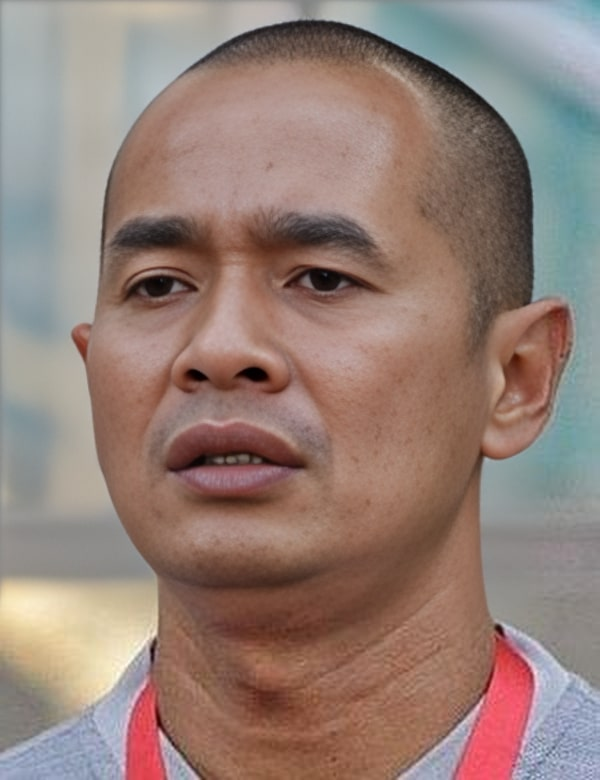

쿠르니아완 드위 율리안토(인도네시아어: Kurniawan Dwi Yulianto, 1976년 7월 13일 자와틍아 주 마글랑 ~ )는 인도네시아의 축구 선수로, 포지션은 공격수이며 "쿠루스"("Kurus", 인도네시아어로 "날씬하다"는 뜻)라는 애칭으로 불리기도 한다.
스위스의 FC 루체른과 이탈리아의 삼프도리아 소속으로 뛴 적이 있었으며 1995년부터 2005년까지 인도네시아 대표팀에서 뛰는 동안 60경기에 출전하면서 31득점을 기록했다. 1995년 12월 6일 캄보디아와의 경기에서 자신의 대표팀 첫 득점과 해트트릭을 동시에 달성했다.